# Serres de Milany-Santa Magdalena i Puigsacalm-Bellmunt
Les serres de Milany-Santa Magdalena i Puigsacalm-Bellmunt constitueixen l'Espai natural més notable i representatiu del sistema Transversal, juntament amb el Collsacabra. Conjuntament amb les capçaleres del Llierca i de la Muga, és el més rellevant del Prepirineu oriental de llevant.
Geològicament, cal assenyalar l'interès dels aspectes tectònics i geomorfològics de l'anticlinal de Bellmunt i el sinclinal de Vidrà. Cal remarcar el caràcter essencialment humit d'aquest territori, que permet el desenvolupament dels boscos de caducifolis propis de les terres centreeuropees. La flora (micològica, briològica i liquenològica), juntament amb el mostrari de fauna forestal centreeuropea i algunes espècies d'invertebrats, fan que aquest Espai sigui molt valuós.

## Medi físic
Geològicament, cal remarcar els aspectes tectònics i geomorfològics de l'anticlinal de Bellmunt i el sinclinal de Vidrà; els materials dominants són els gresos, margues i, puntualment, nivells de conglomerats. La subcomarca del Vidranès, que és la que integra l'Espai natural en qüestió, és constituïda per la capçalera del riu Ges, encerclada per un seguit de muntanyes.
Les unitats orogràfiques més manifestes d'aquest encerclament són les serres de Milany i de Santa Magdalena de Cambrils, al nord; els rasos de Collfred, el coll de Siuret, la serra de la Guàrdia (amb el Puigsacalm) i la Serra dels Llancers a llevant; i les serres de Curull i de Bellmunt al sud.
Per la part de llevant i del sud l'Espai entra directament en contacte amb el sistema Transversal i, per tant, presenta moltes de les característiques d'aquesta unitat. El modelat ha donat lloc a relleus suaus que cauen sobtadament dels cims, que amb prou penes superen els 1.500 m. Les condicions climàtiques es caracteritzen per una pluviositat elevada i temperatures moderadament suaus.
- Impactes: En aquest Espai natural, els impactes són nombrosos i diversos. La sobrefreqüentació es fa evident en alguns punts com el Parc de Can Turó (Vall d'en Bas), el cim del Puigsacalm (Vall d'en Bas) i el santuari de Bellmunt (St. Pere Torelló); i hi ha alguns abocaments d'aigües d'origen ramader a la xarxa hidrogràfica del Ges. Altres problemes són la circulació de motos fora de les pistes (capçalera del riu Fornés, el vessant solell del Puigsacalm, la fageda de la Grevolosa, el salt del Roure), la sobreexplotació forestal en terrenys amb fort pendent (Bac dels Llancers) i els possibles danys causats pels gats domèstics assilvestrats (especialment d'hibridació amb gat salvatge). Finalment, cal no oblidar el fort impacte que ha provocat la construcció del túnel de Bracons.

- Vulnerabilitat natural: Globalment, ateses les característiques estructurals i dinàmiques dels actuals sistemes naturals, aquests sistemes no presenten problemes específics significatius. No obstant això, hi ha alguns elements de fauna i de flora que cal considerar per la seva vulnerabilitat i raresa.[1]

## Biodiversitat
És un Espai de caràcter humit que permet el desenvolupament dels boscos caducifolis propis de les terres centreeuropees. La flora (micològica, briològica i liquenològica), juntament amb el mostrari de fauna forestal centreeuropea i algunes espècies d'invertebrats, fan que aquest Espai sigui molt valuós.

### Vegetació i flora
El clima esmentat permet el desenvolupament de la vegetació típica de la muntanya mitjana humida. Cal remarcar el caràcter essencialment humit d'aquest territori, que permet la vida dels boscos de caducifolis propis de les terres centreeuropees.
Les fagedes (Fagion sylvaticae), sota nombroses formes (fageda amb boix, fageda amb joliu o fageda amb el·lèbor verd), als indrets obacs, i la roureda de roure martinenc amb boix (Buxo-Quercetum pubescentis), als solells i terrenys plans, tenen una significació especial en aquest territori i determinen el paisatge d'una gran part del país. A les obagues i fondals apareixen boscos de caducifolis mixts amb diverses espècies que s'estimen la humitat: l'auró blanc (Acer campestre), el freixe de fulla petita (Fraxinus angustifolius), l'avellaner (Corylus avellana), el til·ler (Tilia platyphyllos) i l'om (Ulms sp.).
L'alzinar muntanyenc (Quercetum mediterraneo-montanum) que cobreix alguns solells és l'única penetració mediterrània dins aquest paisatge plenament eurosiberià.

### Fauna
Aquest espai acull una mostra molt representativa i diversa de la fauna centreeuropea relacionada amb formacions vegetals de fulla caduca. De la fauna ornitològica, hom pot remarcar diverses espècies: l'aligot vesper (Pernis apivorus), el picot negre (Dryocopus martius), la mallerenga d'aigua (Parus palustri), el pica-soques blau (Sitta europaea), etc.
La comunitat de ratpenats (quiròpters) és també força rica, amb diverses espècies: ferradura grossa (Rhinolophus ferrumequinum), ratpenat de ferradura petit (Rhinolophus hipposideros), ratpenat d'aigua (Myotis daubentonii), ratpenat de musell agut (Myotis blythi) i el nòctul petit (Nyctalus leisleri).
Mamífers carnívors com el teixó (Meles meles), el gat salvatge (Felis sylvestris) i la guineu (Vulpes vulpes) també hi són presents.
L'Espai acull també una notable diversitat herpetològica (saures de tipus centreeuropeu), especialment d'escurçons, com l'escurçó pirinenc (Vipera aspis) i sargantanes, com la sargantana roquera (Podarcis muralis) i altres.
Als cursos fluvials hi són presents algunes espècies, com ara l'anguila (Anguilla anguilla), el barb de muntanya (Barbus meridionalis), la bagra (Leuscicus cephalus) i la truita de riu (Salmo trutta).
Cal posar en relleu l'interès d'alguns grups invertebrats: coleòpters cavernícoles endèmics (Molopidius spinicollis) i altres coleòpters forestals, com els cerambícids (Lucanus cervus, Rosalia alpina, Cerambyx cerdo); una notable diversitat i singularitat de lepidòpters (Espirrita dilutata, Photedes morrisii, Callimorpha quadripunctaria, Euphydryas aurinia, Maculinea arion,); heteròpters rars, que troben el seu límit meridional en aquestes serres, i mol·luscs endèmics (Chondrina altimirai…)
Per acabar, cal esmentar que també és present a l'Espai el cranc de riu americà (Austropotamobius pallipes)

## Protecció
L'Espai Natural Protegit de les Serres de Milany-Santa Magdalena i Puigsacalm-Bellmunt va ser incorporat al PEIN pel Decret 328/1992, pel qual s'aprovava el PEIN.
Aquest Espai va ser declarat per primera vegada com a ZEPA el 2005 i com a LIC el 1997; posteriorment va ser ampliat com a espai Natura 2000 mitjançant l'Acord del Govern 112/2006, de 5 de setembre, que va aprovar la xarxa Natura 2000 a Catalunya.
Així mateix, mitjançant el Pla especial se'n va fer la delimitació definitiva. Aquest Pla complementa el règim normatiu bàsic de protecció establert pel PEIN amb determinacions específiques per a aquest Espai.

## Aspectes socioeconòmics
Els usos que es practiquen en aquest Espai són silvícoles, ramaders (vaca bruna dels Pirineus i ovella ripollesa) i agrícoles. El turisme i les activitats recreatives també hi tenen lloc, especialment en punts com el coll de Bracons.
L'Espai és travessat per la carretera que creua el coll esmentat i per nombroses pistes forestals; també el travessa una línia d'alta tensió. Les masies i altres instal·lacions de caràcter rural es dispersen pel territori.
L'Espai conté també elements d'interès històric i cultural, com ara ermites, el castell de Milany, ponts, entre d'altres.
Catàleg d'utilitat pública
El 6,89% de la superfície figura en el Catàleg de forests d'utilitat pública (CUP) o té algun tipus de conveni amb ajuntaments o particulars.